# Lesbian Nation (radioprogramma)
Lesbian Nation was een wekelijks radioprogramma dat van 1972 tot 1974 werd uitgezonden door de zender WBAI in de Amerikaanse stad New York. Het werd geproduceerd en gepresenteerd door de schrijver en activist Martha Shelley. Het programma was een van de eerste lesbische radioprogramma's in de geschiedenis, mogelijk het allereerste. De titel van het programma was niet afkomstig van Jill Johnston, die de term lesbian nation in 1971 lanceerde. Shelley zelf denkt dat ze de titel onafhankelijk van Johnston heeft bedacht.
In het programma kwam een verscheidenheid aan lesbische onderwerpen aan bod, zoals ideologie, kunst, politiek, activisme en mode. In een enkel geval werden ook thema's van homo's aan de orde gesteld. Shelley interviewde tientallen vooraanstaande schrijvers en activisten op het gebied van de homorechten en besprak met hen gebeurtenissen en gedachten van dat moment.